# Dorothea Brandt
Dorothea Brandt (Bremervörde, 5 de março de 1984) é uma nadadora alemã.

## Carreira

### Rio 2016
Brandt competiu nos 50 m livre feminino nos Jogos Olímpicos de Verão de 2016, sendo eliminada nas eliminatórias.